# 33222 Gillingham
33222 Gillingham este o planetă minoră (asteroid) din centura de asteroizi. A fost descoperită pe 31 martie 1998 la Experimental Test Site⁠(d) de Lincoln Near-Earth Asteroid Research. 
Obiectul prezintă o orbită caracterizată de o semiaxă mare de 2,7822623 UAi, o excentricitate de 0,13, o înclinație de 8,36617 ° în raport cu ecliptica.